# Zeesener See
Der Zeesener See ist ein Binnensee zwischen Senzig und Zeesen, beides Ortsteile von Königs Wusterhausen. Er ist durch den Fanggraben (Ablauf) mit der Dahme verbunden. Durch einen weiteren Bach in Körbiskrug wird der Zeesener See mit dem Todnitzsee weiter südlich verbunden.
Der Fanggraben und Teilflächen des Senziger Luchs, das sich nördlich an den See anschließt, gehören zum 1995 gebildeten Naturschutzgebiet Tiergarten. 